# 세계 천문의 해

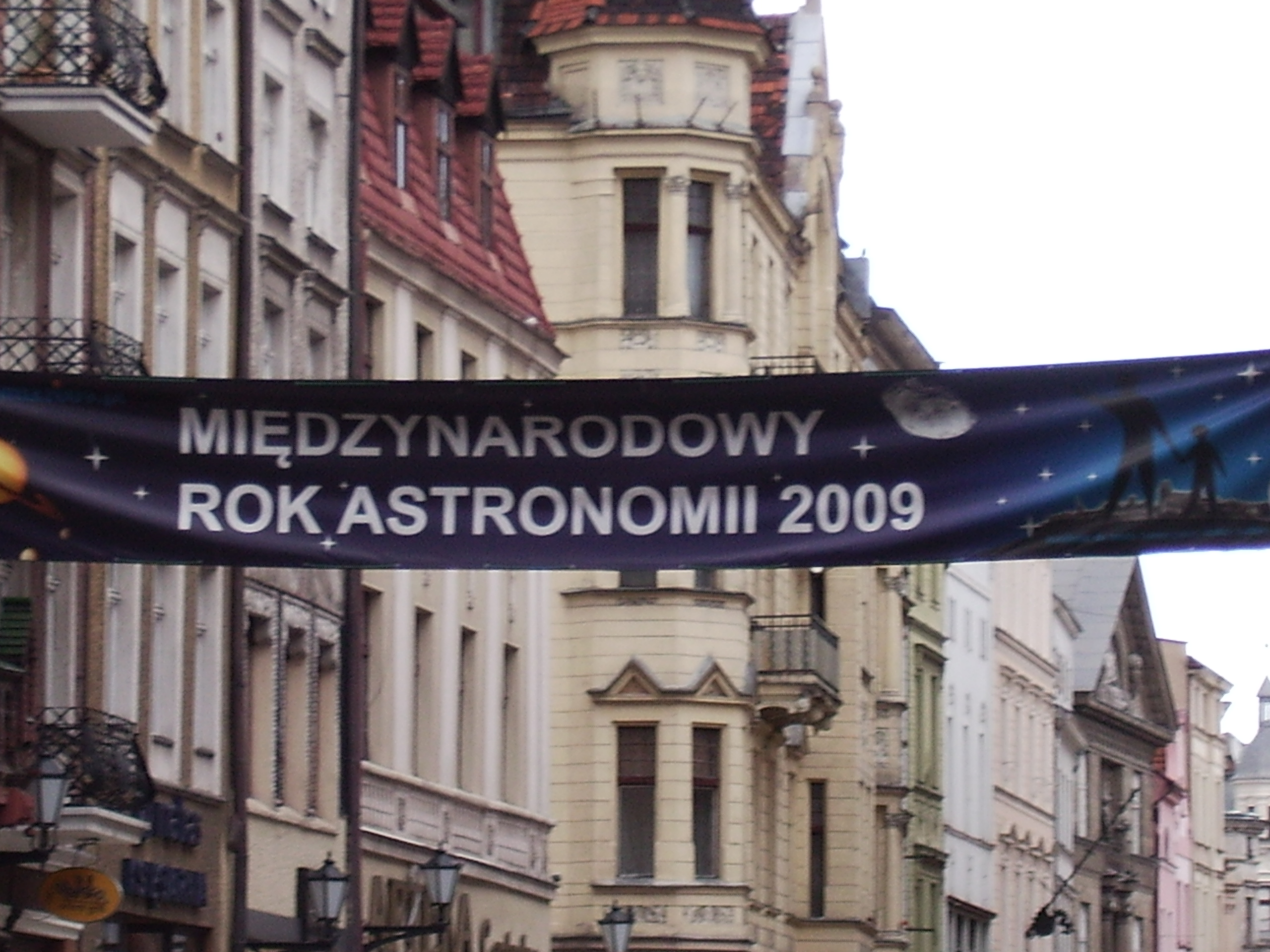

2009년 세계 천문의 해(International Year of Astronomy 2009, 약어: IYA2009)는 갈릴레오 갈릴레이가 망원경으로 천체를 관측한 400주년을 기념하여 국제천문연맹(IAU)과 유네스코(UNESCO)가 일반인이 스스로의 위치를 재발견하고 발견의 기쁨을 느끼게 하려는 목적으로 제안하여 2007년 제62차 유엔 총회에서 선포되었으며, 이에 135개국이 참여, 다양한 행사가 준비되었다. 공식 표어는 "The Universe, Yours to Discover(우주, 당신을 기다립니다)"이다.
대한민국 국회는 2008년 12월 8일, 유엔의 ‘2009 세계 천문의 해’ 선포를 지지하여 관련 행사에 각계의 관심과 정부의 지원을 촉구하는 ‘2009년 세계 천문의 해 지원에 관한 결의안’을 만장일치로 채택하였다.

## 행사 내용

### 국제
- 개막식

2009년 1월 15일, 세계 천문의 해의 시작을 알리는 행사가 열렸다.

#### 주요 행사
- 천문학 100시간(100 Hours of Astronomy)[5]

2009년 4월 2일 ~ 5일 사이에 전 세계의 대형 천문대를 연결하여 관측하고 인터넷에서 생중계한다. 거리에서는 같은 시간에 관측 이벤트를 개최하여 일반인들에게 하늘을 보여준다. 대한민국에서는 이 기간 동안 '시민천문대의 밤', '과학관의 밤', '거리의 별 축제' 등 다양한 행사가 개최될 예정이다.
- 갈릴레오 망원경(Galileoscope)[7]

조작과 조립이 간편한 망원경을 개발, 수백만 명에 보급한다.
- 천문학자 블로그(Cosmic Diary)[8]

천문학자가 본인의 일상을 공개하여 개인 생활과 연구의 단면을 생생하게 전달한다.
- 인터넷 포털 ‘우주’(PTTU, Portal to the Universe)[9]

지구촌 시민들에 천문학에 대한 원하는 자료를 생생하게 전달한다.
- 그녀는 천문학자(She is an astronomer)[10]

천문학 분야의 성 평등을 위한 행사. 자원한 여성 천문학자와 지역 학생의 대화 등이 진행된다.
- 별밤보존(Dark Skies Awareness)[11]

연중 캠페인(‘지구는 밤’, ‘별 찾기 국제 캠페인’, ‘하늘에는 얼마나 많은 별들이 있을까’)이 계획되어 있다. ‘국제 별밤 주간’, ‘전 세계 거리의 천문학의 밤’, ‘지구는 밤’ 등과의 협력도 논의중이다.
- 천문유산과 세계유산(Astro & World Heritage)[12]

유네스코의 천문유산 및 세계유산 보존을 위하여 연구하고 교육하며, 네트워크를 구축한다.
- 갈릴레오 교원연수 프로그램(Galileo Teacher Traning Programme)[13]

전 세계 교사들이 공개된 자료를 이해하고 적용할 수 있도록 교육한다.
- 우주 바로 알기(Universe Awareness)[14]

전 세계 어린이들에게 천문학과 우주에 대한 지식을 알려주어 호기심을 일깨워준다.
- 지구에서 보는 우주(Earth to the universe)[15]

공공장소에서 전시회를 개최하여 일반인들에 우주의 모습을 소개한다.
- 온 인류에 천문학을(Developing Astronomy Globally)[16]

천문학계의 영향력이 취약한 지역에 천문학의 발전 기반과 네트워크를 구축·활성화한다.

#### 특별 기획
- 지구의 밤(The World at Night)[17][18]

전 세계의 명소와 사적지를 배경으로 한 천문 사진과 비디오를 제작·전시한다.
- 목성과 갈릴레오 위성 현상(Galileo Satellite)

목성과 그 위성들간의 상호 현상을 세계 관측자 네트워크를 통하여 관측한다.

### 대한민국
대한민국의 행사는 일반 행사, 문화, 교육, 학술, 미디어/마케팅으로 나뉘어 진행된다.

#### 일반행사
- 해맞이 행사
- 2009 세계 천문의 해 개막식

2009년 세계 천문의 해 선포식에 맞추어 1월 15일에 개최되었다. 같은 날, 우정사업본부에서는 세계 천문의 해 기념 우표를 발행하였다.
- 거리의 별 축제, 캠퍼스 별 축제

5월 축제 기간과 7석 행사, ‘불을 끄고 별을 켜다’ 캠페인과 연계하여 진행한다.
- 병실에서 마음의 별을 찾다

이동천문대가 주요 병원들을 방문하는 프로그램을 제공한다.
- 타임캡슐

기간 중 발행된 매체들을 봉인하여 100년간 보존한다.

#### 문화
- 천문학, 얼마나 중요합니까?
- SciArt 전시회
- 천문학, 책으로 만나다 / 천문학, 책으로 말하다 / 천문학, 영화에 빠지다

천문학과 관련된 서적 출판, 전시, 영화제
- 문화, 우주를 만나다
- 외계 지성체를 찾아라, SETI

#### 교육
- 천문학 지식사전

인터넷 사전(네이버, 위키백과)의 천문학 관련 내용을 보완·개선한다.
- 스케치북에 담는 우주

초등학생 미술대회 개최

#### 학술
- 국내·국제 학술행사

천체망원경 400주년 기념 공동학회 외 다수

#### 미디어/마케팅
- 웹진
- 달 착륙 40년, 달 과학 40년

달 특집 다큐멘터리, 기사 등
- 일식 생중계

2009년 7월 22일 한-중-일을 연결한 일식 생중계를 검토 중이다.
- 고천문학, 그 맥을 잇다

고천문 유물 복원, 문헌기록 분석, 천문현상 규명, 다큐멘터리 제작

### 일본
- 밤하늘 도서전시회(星空ブックフェア: 기획중)

밤하늘에 대한 민화에서 천체 스케치, 천체 사진집에 이르기까지, 밤하늘에 관련된 서적을 제안·신청하여 세계 천문의 해 일본위원회(世界天文年日本委員会)의 공인서적으로서 세계천문의 해의 로고 등을 인쇄하여 서점 판매를 촉진한다.
- 갈릴레오 망원경 복원 계획(ガリレオ望遠鏡復元プロジェクト)

박물관의 순회 전시용으로, 당시의 천체망원경 재현을 목적으로 한다.
- ‘자네도 갈릴레오’ 계획(「君もガリレオ」プロジェクト)[21]

설명서가 있는 조립식 천체 망원경을 개발한다. 세계 천문의 해 일본위원회에서는, 개인용으로 개발된 조립식 망원경(케플러형 또는 갈릴레오형)을 소개한다.
- 아시아 지역 공통 기획 별의 신화·전설 계획(アジア地域共通企画　星の神話·伝説プロジェクト)

아시아 각지에 남아 있는 천체과 관련된 신화와 전설을 수집하여, 이들을 기록한다.
- 일본 천문학회 창립 100주년 기념·2009년 세계 천문의 해 순회기획전

천문학 발전의 역사를 소개하는 순회 기획으로, 일본 국립과학박물관, 센다이시 천문대, 나고야시 과학관, 오사카 시립과학관에서 개최한다.
- 1000만인의 대관측회 (국립천문대, 공개천문대협회, PAO네트 주최)
- 플라네타리움 방송 프로그램 〈별세계의 보고(星界の報告)〉(갈릴레오 갈릴레이 저)의 제작·배포 (국립천문대, 플라네타리움 협의회 주최)

## 같이 보기
- 2005년 세계 물리의 해